# La leggenda del cavallo bianco
La leggenda del cavallo bianco (Biały smok) è un film del 1987 diretto da Jerzy Domaradzki e Janusz Morgenstern.
Ambientato nel fittizio paese europeo del Karistan, è un film d'avventura a sfondo fantastico per ragazzi. È una produzione polacca e statunitense con Christopher Lloyd, Dee Wallace e Allison Balson. L'elemento fantastico si basa su un cavallo bianco capace di trasformarsi in un drago. È basato sul romanzo WhiteHorse, Dark Dragon di Robert Fleet.

## Produzione
Il film, diretto da Jerzy Domaradzki e Janusz Morgenstern su una sceneggiatura e un soggetto di Robert Fleet (autore del romanzo), fu prodotto da Lloyd Eisenhower II, Robert Fleet, Andrzej Krakowski e Alina Szpak per la Film Unit Perspektywa, la Legend Productions e la White Dragon Productions e girato in Polonia a Łeba, Srebrna Góra, Wieliczka e nei pressi dei monti Tavola (Góry Stolowe).

## Distribuzione
Il film fu distribuito con il titolo Bialy smok in Polonia dal 13 luglio 1987 al cinema dalla Film Polsk e negli Stati Uniti d'America con il titolo The Legend of the White Horse per l'home video dalla CBS/Fox Home Video.
Alcune delle uscite internazionali sono state:
- in Germania Est il 20 gennaio 1989 (Der weiße Drache)
- in Grecia il 31 dicembre 1991 (To lefko ati)
- in Ungheria (Fehér sárkány)
- in Germania Ovest (Hüter des Drachens)
- in Italia (La leggenda del cavallo bianco)